# Frieseomelitta dispar
Frieseomelitta dispar är en biart som först beskrevs av Jesus Santiago Moure 1950.  Frieseomelitta dispar ingår i släktet Frieseomelitta och familjen långtungebin. Inga underarter finns listade i Catalogue of Life.